# Овчарско-кабларска регата
Овчарско-кабларска регата је туристичко-рекреативна манифестација која се одржава сваког трећег викенда јула од 2005. године на језеру Међувршје.

## О регати
Почетак регате је испред бране хидроцентрале у Међувршју, а циљ регате је  у Овчар Бањи где се организује културно-уметнички програм. Језеро Међувршје је део Западне Мораве између планина Овчар и Каблар. Језеро је највеће вештачко језеро на Западној Морави и налази се на излазу из Овчарско-кабларске клисуре. Дужина пловног пута регате је 11 km, а време предвиђено да се пређе тај пут је око 4 часа. Дужина Овчарско-кабларске клисуре је 20 km, одликује се стрмим странама и укљештеним меандрима.
- 13. Овчарско-кабларска регата
- Брана хидроцентрале Међувршје
- Брана хидроцентрале Међувршје
- Језеро Међувршје

### Смер регате
Специфичност ове регате је да  учесници плове узводно.

### Организатори
Организатори регате су Туристичка организација Чачка, Удружење грађана Викенд насеље Западна Морава и Месна заједница Овчар Бања.

## Учесници
У регати учествују сплавови, катамарани, чамци и различита друга пловила. На катамаранима буду и трубачи који увесељавају учеснике.